# Luis Pardo Villalón

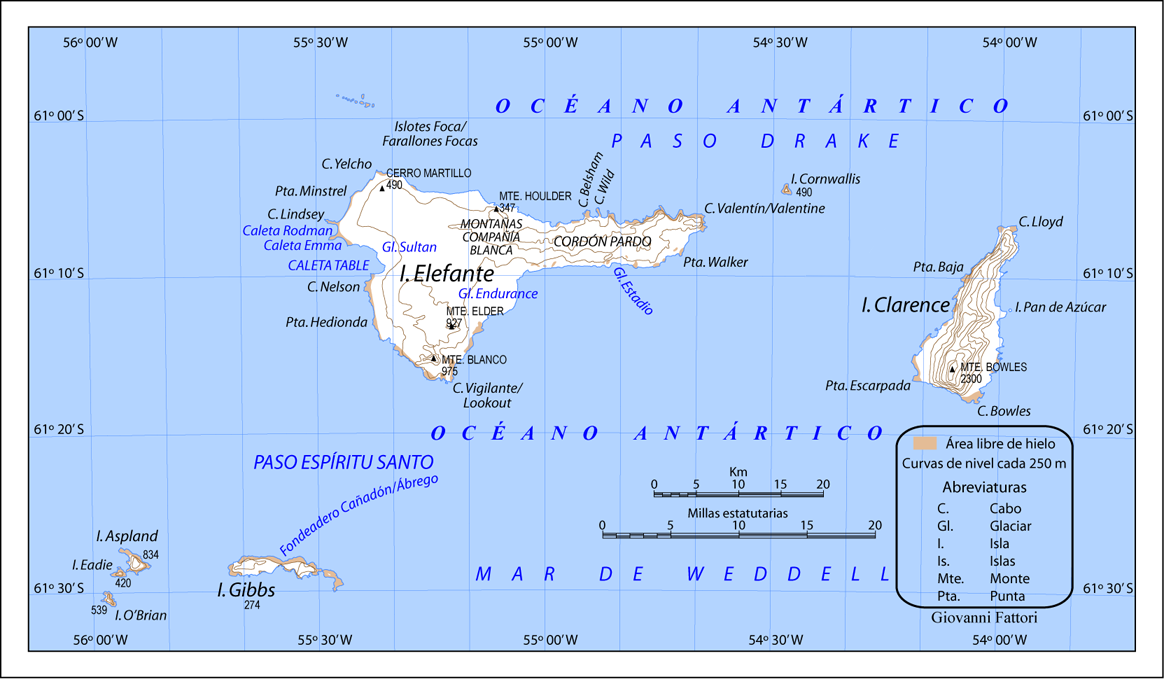
mapa de las Islas Piloto Pardo, En la costa norte de la isla Elefante, está el cabo Wild, donde se produjo el rescate de los náufragos del Endurance.

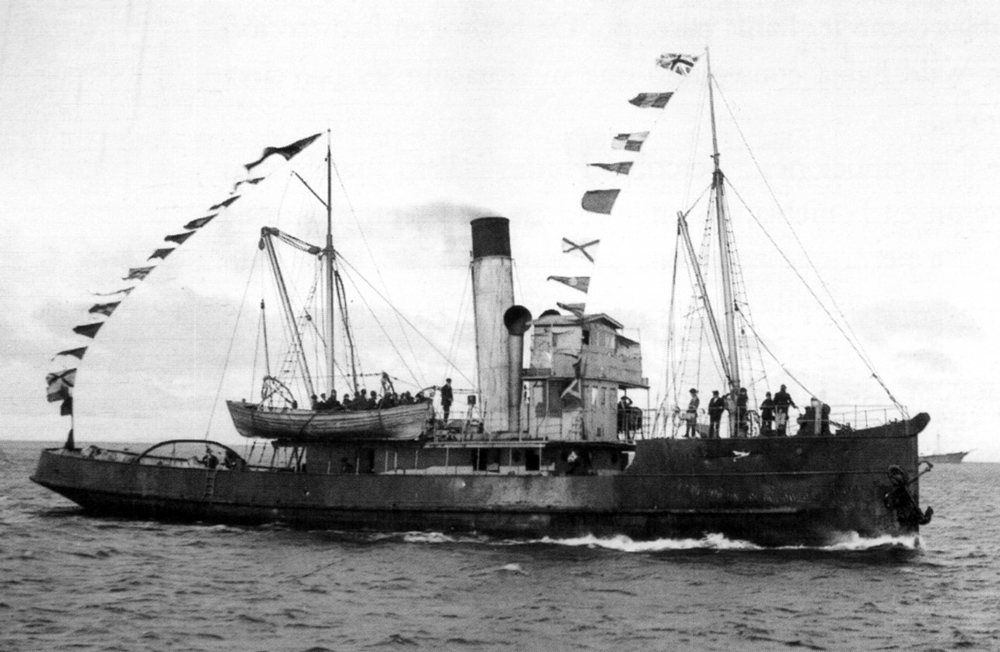
Escampavía Yelcho, buque de la hazaña del Piloto Pardo

Luis Alberto Pardo Villalón (Santiago, 20 de septiembre de 1882-ibídem, 21 de febrero de 1935) fue un marino chileno, quien estaba al mando del barco tipo escampavía Yelcho de la Armada de Chile, que efectuó el difícil rescate de los náufragos de la célebre expedición científica británica de Ernest Shackleton que llevaban ocho meses en la Isla Elefante (Islas Piloto Pardo, Shetland del Sur), el 30 de agosto de 1916, en pleno invierno antártico.

## Comienzo en la Marina
En julio de 1900, se incorporó a la Escuela de Pilotines, que entonces funcionaba a bordo de la vieja corbeta a vapor Abtao. En junio de 1906, ingresó a la Armada de Chile como piloto 3.º. El 13 de septiembre de 1910, ascendió a piloto 2.º, siendo transbordado al Apostadero Naval de Magallanes y nombrado comandante de la escampavía Yáñez.

## El rescate de la expedición de Shackleton
El 18 de enero de 1915, el bergantín Endurance quedó atrapado en el hielo y llevado por este hacia el norte. El 27 de octubre del mismo año, el avance del hielo aplastó la nave y los 28 tripulantes debieron abandonarla para acampar sobre la helada superficie antártica. Un mes después el Endurance se hundió. El 15 de abril de 1916, los náufragos en botes alcanzaron la Isla Elefante. El 24 de abril Shackleton, junto con cinco hombres, partió en un bote hacia Georgia del Sur, donde llegó el 10 de mayo y de ahí a la estación ballenera Grytviken diez días después. Shackleton intentó alcanzar las Islas Malvinas, pero luego de tres intentos fallidos, finalmente se dirigió a Punta Arenas. 
allí con la ayuda de la colonia inglesa residente reclutó a una goleta, la Emma comandada por León Aguirre, la cual zarpa del puerto, pero un intenso temporal la deshabilita mar afuera y Schackleton recurre al Piloto Pardo a cargo de un escampavía, la Yelcho para remolcarla de vuelta. Schackleton se da cuenta de que el comandante Pardo es un marino experimentado al sortear los problemas del remolque con habilidad y solicita su ayuda. Shackleton siguiendo los consejos de Pardo escala la línea de mando de la Armada de Chile la cual autoriza a Luis Pardo Villalón con la Yelcho a intentar el rescate.
El 25 de agosto de 1916 zarpó desde allí la escampavía Yelcho, de 36,5 m de eslora, comandada por Luis Pardo Villalón, llevando a bordo a Shackleton y dos de sus hombres. La Yelcho era un ex ballenero transformado en escampavía, no tenía calefacción, tampoco telegrafía ni electricidad, tampoco tenía doble casco y solo tenía una hélice.
La ruta elegida para dirigirse a las islas shetland del Sur, fue salir  hacia el sur para llegar  al mar de Drake cruzando el Canal de Beagle para luego internarse en ruta sudeste por el Atlántico sur hasta llegar el  30 de agosto, a la Isla Elefante, donde la Yelcho rescató a la expedición, tomando una ruta diferente para retornar a la capital de Magallanes, que consistió en un rumbo noreste, bordeando la costa atlántica de la Isla de Tierra del Fuego,  hasta llegar a la boca oriental del Estrecho, donde reingresa a Chile y llegó de vuelta a Punta Arenas el 3 de septiembre.
El carácter de Luis Pardo puede ser evaluado en una carta que escribió a su padre, una vez aceptada su misión de rescate y poco antes de zarpar hacia la Antártida:

La tarea es grande, pero nada me da miedo: soy chileno. Dos consideraciones me hacen hacer frente a estos peligros: salvar a los exploradores y dar gloria a Chile. Estaré feliz si pudiese lograr lo que otros no. Si fallo y muero, usted tendrá que cuidar a mi Laura y a mis hijos, quienes quedarán sin sostén ninguno a no ser por el suyo. Si tengo éxito, habré cumplido con mi deber humanitario como marino y como chileno. Cuando usted lea esta carta, o su hijo estará muerto o habrá llegado a Punta Arenas con los náufragos. No retornaré solo.

## Vida luego del rescate

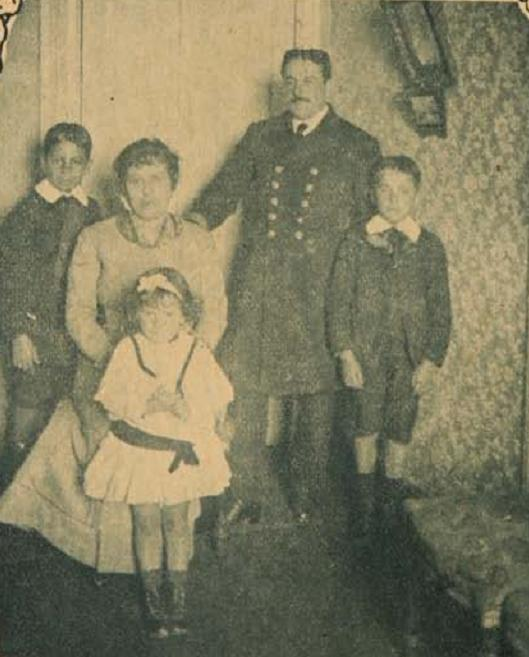
El piloto Pardo, su esposa Laura e hijos en 1916.

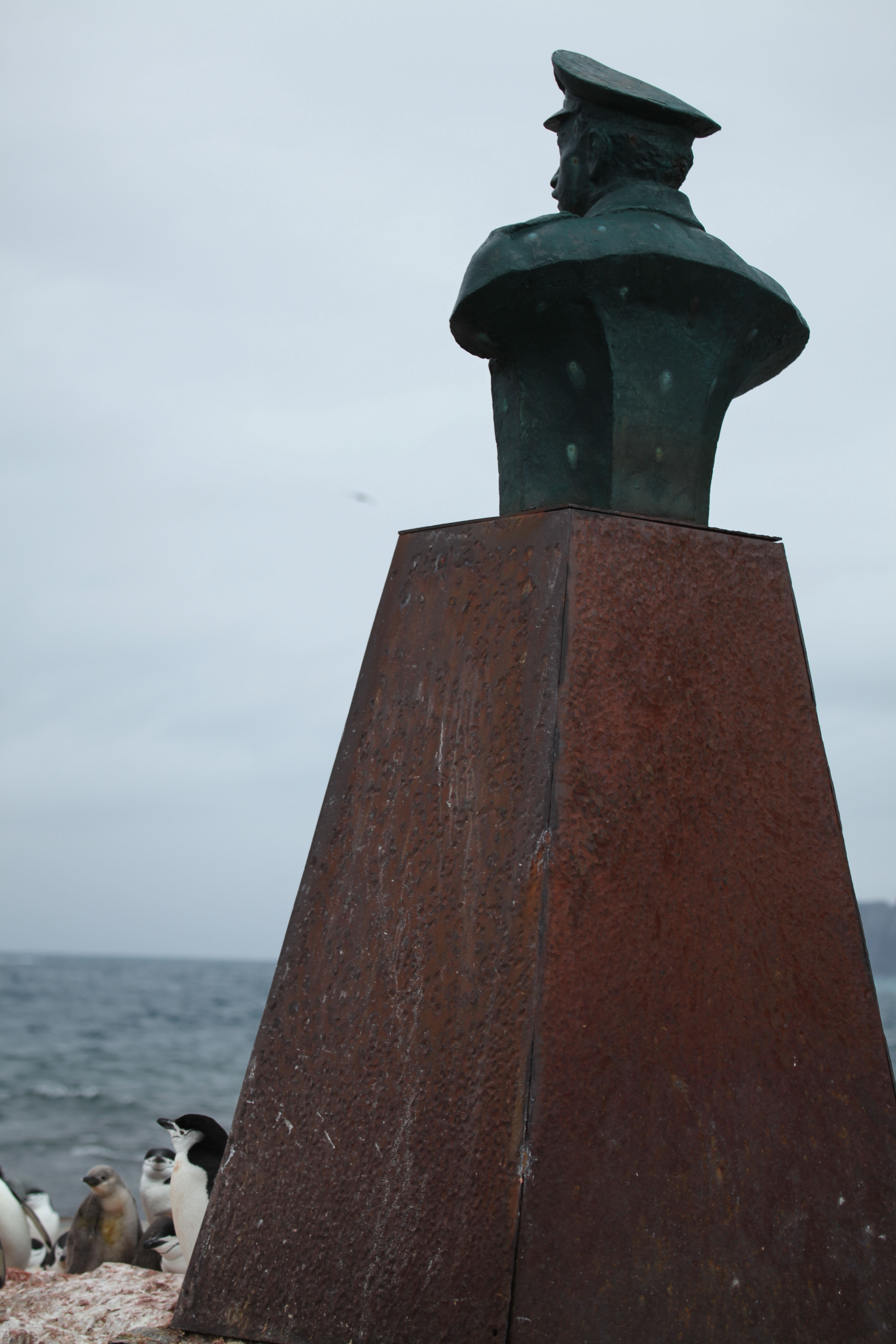
Monumento al comandante Luis Pardo Villalón en Isla Elefante

En 1916, tras el rescate de los hombres de Shackleton, fue inmediatamente ascendido a piloto 1.º, se le anotó su hazaña como nota de mérito especial en su hoja de vida y se le hizo figurar con honor en la orden del día de los buques y reparticiones de la Armada. Además, por la ley del 1 de mayo de 1918, se le dio por gracia un abono de diez años de servicios. Según un relato, habría rechazado un obsequio de 25 000 libras esterlinas que le habría ofrecido el Gobierno británico, estimando que, como marino de Chile, sólo había cumplido con su deber en una misión encomendada.
Además, recibió la medalla de la Municipalidad de Punta Arenas, la medalla del Cuerpo de Salvavidas de Valparaíso, la medalla de la Liga Patriótica de Chile, la medalla de la Sociedad Chilena de Historia y Geografía y la medalla de la Liga Marítima de Chile —la Escuela de Mecánicos también entregó una distinción al maquinista de cargo de la Yelcho, el maquinista mayor José Beltrán Gamarra, el 30 de septiembre de 1916—.
Luego de tres años más de servicios en la Armada, Pardo se acogió a retiro en 1919. El gobierno chileno lo nombró cónsul de Chile en Liverpool.
Murió el 21 de febrero de 1935, a los 52 años de edad, en Santiago, a causa de una bronconeumonía.

## Homenajes
El cordón Pardo, la porción más alta de isla Elefante, fue bautizado en su honor, y a un cabo en el extremo norte de la isla se le dio el nombre  Yelcho. La quilla del Yelcho se encuentra como monumento en Puerto Williams, y un busto del capitán Pardo ha sido instalado en el lugar donde la tripulación del Endurance acampó en la isla Elefante. Chile bautizó al grupo de islas más orientales de las Shetland del Sur, la mayor de las cuales es Elefante, como Islas Piloto Pardo. El  14 de junio de 2007 la Armada de Chile bautiza un patrullero oceánico (OPV) en honor a Luis Pardo Villalón.